# تايلر أوستين
تايلر أوستين (بالإنجليزية: Tyler Austin)‏ هو لاعب كرة قاعدة أمريكي، ولد في 6 سبتمبر 1991 في كونيرز في الولايات المتحدة.

## وصلات خارجية
- تايلر أوستين على موقع دوري كرة القاعدة الرئيسي (الإنجليزية)
- تايلر أوستين على موقع الدوري الياباني لكرة القاعدة (الإنجليزية)
- تايلر أوستين على موقعبيزبول رفرنس.كوم (الدوري الرئيسي) (الإنجليزية)
- تايلر أوستين على موقعبيزبول رفرنس.كوم (الدوري الثانوي) (الإنجليزية)
- تايلر أوستين على موقع إي إس بي إن.كوم (أم.أل.بي) (الإنجليزية)
- تايلر أوستين على موقع مشجعي الرسوم البيانية (الإنجليزية)
- تايلر أوستين على موقع اللجنة الأولمبية الدولية (الإنجليزية)
- تايلر أوستين على موقع أوليمبيديا (الإنجليزية)